# Ahmed Abdallah Mohamed Sambi
Ahmed Abdallah Mohamed Sambi (n. 5 de junho de 1958) é um empresário, líder islâmico e político das Comores, foi presidente das Comores de 2006 até 2011.

## Vida pessoal
Sambi nasceu em Mutsamudu, na ilha de Anjouan. Durante jovem foi educado em estudos islâmicos no Sudão, Arábia Saudita e Irã. De acordo com a agência de notícias Tabnak, com sede em Teerã, enquanto Sambi estave lá, ele estudou com o aiatolá Mesbah Yazdi. Apesar de seu passado sunita, o tempo de Sambi no Irã e sua propensão a utilização de turbantes lhe renderam o apelido de "O Aiatolá de Comores", sendo hoje uma figura islâmica importante no país.
Sambi é dono de fábricas que produzem colchões, água engarrafada e perfume - uma importante exportação das Comores.

## Vida política
Após uma ampla vitória na eleição presidencial do dia 14 de maio de 2006 com 58,02% dos votos, Sambi foi empossado como presidente no dia 26 de maio de 2006. Esta foi a primeira transferência pacífica de poder na história das Comores.